# Décès en août 1940
Décès
- 1936
- 1937
- 1938
- 1939
- 1940
- 1941
- 1942
- 1943
- 1944

Pour une information complémentaire, voir la page d'aide.

| Date    | Nom                 | Pays                  | Activités                                     | Âge | Source |
| ------- | ------------------- | --------------------- | --------------------------------------------- | --- | ------ |
| 27 août | Israël Leizer Karp  | Drapeau de la Pologne | Premier fusillé au camp de Souge.             | 54  |        |
| 7 août  | Eugenie Schwarzwald | Drapeau de l'Autriche | Pédagogue, écrivaine, philosophe autrichienne | 68  | (de)   |